# Dusty Trip
Grupo español de Punk rock formado en Madrid en el año 2007.
Es una banda totalmente independiente que es propietaria, además, de su sello discográfico, Speed Records, para poder tener total libertad en el proceso creativo.

## Carrera musical

### Primera formación (2007-2008)
Carlos del Pino, guitarra y voz, entra en contacto con el contrabajista Carlos López (Vinila & The Lucky Dados) a través del guitarrista Tony Luz, y le propone formar un grupo de versiones de Rockabilly y Rock & Roll clásico. Este grupo se llamó Dirty Trip, y junto a un teclista y un batería, realizaron una serie de actuaciones por Madrid y alrededores.
Sin embargo, Carlos del Pino, compone varias canciones y decide junto con Carlos López modificar el grupo, pasando a llamarse Dusty Trip, e incorporar al batería Rodrigo López, quedando la formación como trío.
Durante 2007 graban casi todas las canciones que compondrían el disco "Dusty Fun", pero antes de terminarlo, tanto Carlos López como Rodrigo López se descuelgan del grupo.

### Segunda formación (2008-2009)
En 2008, la nueva formación de Dusty Trip cuenta con Carlos del Pino a la guitarra y voz, Javier Vicious Cano (bajista de La Guardia) al bajo y Javier García Claudio a la batería. Regraban por completo las canciones para el disco "Dusty Fun" y lo editan con el sello Speed Records, creado para la ocasión por Carlos del Pino. El disco consigue distribución nacional a través de Popstock-Everlasting.
Durante 2009 realizarán la gira del disco dando más de veinte conciertos, incluyendo una gira por clubs de Londres y siendo el grupo telonero de Mick Taylor (ex The Rolling Stones) en su único concierto en España en aquel año.
El disco cosechará muy buenas críticas en prensa escrita y radiofónica. Una de las canciones del disco, "1st Class to Hell", se incluirá en el recopilatorio de Pop-Punk, "The Mob Rules Vol. 3", editado sólo en Estados Unidos.
El vídeo de la canción "Blue Eyes", tema que abre el disco, contó con la participación de la actriz y cantante Teté Delgado.
El diseño gráfico corrió a cargo del también músico Tony Luz.

### Tercera formación (2010- actualidad)
2010 comienza con cambios en el grupo. Debido al resto de compromisos musicales de Javier Vicious Cano, entra como bajista Elena Miss Bass Player que cuenta con tan sólo 18 años de edad. Asimismo, se incorpora un guitarrista al grupo, Walter Cantero, quedando la nueva formación como cuarteto. Sin embargo, la marcha del batería Javier García Claudio, les hace tener que trabajar con diferentes baterías sin llegar a contar con uno de manera estable.
Su primer trabajo con la nueva formación fue la edición del EP "D.I.Y" (Do it yourself), Speed Records 2010, grabado durante el verano de 2010 en los estudios de la banda y como novedad, cantado por primera vez en castellano. La masterización del EP corrió a cargo del conocido productor de Punk Rock estadounidense Mass Giorgini, realizándola en sus estudios Sonic Iguana en Indiana, Estados Unidos.
Mientras realizan varios conciertos por España, Carlos, Elena y Walter comienzan a grabar las maquetas de lo que será su siguiente álbum, esta vez componiendo los tres en conjunto todas las canciones.
En las navidades de 2010 se marchan a Estados Unidos para grabar el disco con Mass Giorgini en sus estudios Sonic Iguana, quien ejercerá esta vez como productor de la banda. Las baterías del disco han sido grabadas por Dan Lumley y en las grabaciones han colaborado diversos músicos estadounidenses.
Se espera que el nuevo disco, cantado casi todo en español, vea la luz en 2011.
A principios de 2011, Dusty Trip se encuentra grabando un EP de versiones el cual sólo saldrá mediante descarga digital.

## Discografía
- Dusty Fun. CD. Speed Records, 2008. SR001
- D.I.Y. Ep vinilo. Speed Records, 2010. SR002
- Covers Vol. I Ep digital. Speed Records, 2011. SR003